# Economia Irlandei
Republica Irlandeză are o economie mică, modernă și dependentă pe comerț extern. Cu un PIB de aproximativ $40,000 pe cap de locuitor, Irlanda este a treia cea mai bogată țară din Europa și a patra cea mai bogată din lume. Economia este caracterizată de o forță de muncă foarte educată și de o rată foarte înaltă de investiție străină.
Creșterea economică a ajuns la o medie de 10% pe an între 1995 și 2000, din cauza procesului Tigrului Celtic. Între 2002 și 2004, creșterea medie pe an a fost în jur de 4-6%. Agricultura, care era pentru mult timp cel mai important sector economic, este acum eclipsat de industrie, care face 46% din PIB, Irlanda fiind la ora actuală printre cele mai industrializate economii din lume. 80% din exporturi sunt compuse de bunuri industriale deși acest sector angajează doar 28% din forța de muncă. Deși exporturile rămân cea mai mare sursă a creșterii dinamice a economiei, Irlanda beneficiază de o creștere în consum și de o renaștere a sectoarelor de construcție și investiție în afaceri.
În ultimul deceniu, guvernul irlandez a implementat o serie de proiecte naționale economice cu țelul de a reduce inflația și ratele de taxație. Alte țeluri includ: reducerea cheltuielilor guvernamentale ca procentaj a PIB-ului, îmbunătățirea pregătirilor a forței de muncă și promovarea investiției străine, care deja este la printre cele mai mari niveluri din lume.
Irlanda a adoptat moneda euro cu încă alte 11 țări din Uniunea Europeană în 2002.